# Radoslaw Konstantinow
Radoslaw Walentinow Konstantinow (bulgarisch Радослав Валентинов Константинов; * 31. Oktober 1983 in Burgas) ist ein bulgarischer Radrennfahrer.
Radoslaw Konstantinow gewann bei der B-Weltmeisterschaft 2003 in Aigle die Silbermedaille im 1000-m-Zeitfahren auf der Bahn. In der Saison 2005 wurde er Gesamtdritter bei der Rumänien-Rundfahrt. Bei den Balkan Championships in Kasanlak gewann er in der U23-Klasse das Einzelzeitfahren und das Straßenrennen. Bei der B-Weltmeisterschaft 2007 in Kapstadt gewann Konstantinow auf der Bahn den Titel im Punktefahren sowie jeweils die Silbermedaille im Scratch und in der Einerverfolgung. Auf der Straße gewann er in diesem Jahr zwei Etappen  der Bulgarien-Rundfahrt. 2017 und 2018 gewann Konstandinow die bulgarische Zeitfahrmeisterschaft.

## Erfolge
2004
- eine Etappe Bulgarien-Rundfahrt

2005
- Balkan-Meisterschaft (U23) – Straßenrennen und Zeitfahren

2007
- B-Weltmeister – Punktefahren
- zwei Etappen Bulgarien-Rundfahrt

2015
- Punktwertung Bałtyk-Karkonosze Tour

2017
- Bulgarischer Meister – Einzelzeitfahren
- eine Etappe Nordbulgarien-Rundfahrt

2018
- Bulgarischer Meister – Einzelzeitfahren

2019
- Gesamtwertung Tour du Cameroun

## Teams
- 2004 Koloezdachen Klub Nesebar
- 2005 Nesebar

- 2009 Cycling Club Bourgas (ab 01.07.)

- 2017 Hainan Jilun Cycling Team (ab 23. Oktober)